# Jonathan Haagensen
Jonathan Sirney Haagensen Cerqueira (Rio de Janeiro, 23 de fevereiro de 1983) é um ator, produtor e modelo brasileiro. É também sócio-fundador da produtora audiovisual, Black Pen Filmes. Já foi cantor e integrante do grupo de hip hop, "Melanina Carioca", do qual era um dos principais vocais e um dos idealizadores do grupo.

## Biografia
Morador da comunidade do Vidigal desde que nasceu, Jonathan descende de noruegueses por parte de seu pai, que não vê desde os seis anos. "Nunca mais soube notícias do meu pai. Só sei que mora em Vitória, no Espírito Santo", diz.
Haagensen fez parte da companhia teatral Nós do Morro e ganhou notoriedade ao participar do filme Cidade de Deus (2002), de Fernando Meireles e Kátia Lund. Seu irmão Phellipe Haagensen também é ator.
Interpretou o compositor Cartola no filme Noel - Poeta da Vila.
Já participou, como modelo, do evento Fashion Rio, de campanha para Dolce & Gabbana e trabalhou em eventos promocionais da NBA.

## Discografia
- Família Luk (Jonathan Haagensen já fez parte do extinto grupo de hip hop).
- Melanina Carioca (Desde 2009 Jonathan Haagensen faz parte do grupo de hip hop com mais três integrantes).

## Filmografia

### Televisão
| Ano  | Título                           | Personagem               | Notas                                                 |
| ---- | -------------------------------- | ------------------------ | ----------------------------------------------------- |
| 2001 | Brava Gente                      | Madrugadão               | Episódio: "Palace II"                                 |
| 2002 | Cidade dos Homens                | Madrugadão               |                                                       |
| 2003 | Jovens Tardes                    | Apresentador             |                                                       |
| 2004 | A Diarista                       | Paulão                   | Episódio: "Cabelo Programado"                         |
| 2004 | Da Cor do Pecado                 | Adroaldo da Silva (Dodô) |                                                       |
| 2006 | Sob Nova Direção                 | Djailson                 | Episódios: "Pimba na Magrelinha" "Se Toca Que É Copa" |
| 2007 | Paraíso Tropical                 | Cláudio Ferreira         |                                                       |
| 2008 | Os Mutantes: Caminhos do Coração | Miguel Ângelo            |                                                       |
| 2009 | A Fazenda                        | Participante             | Temporada 1                                           |
| 2013 | As Canalhas                      | Liedson                  | Episódio: "Marilyn"                                   |
| 2016 | Os Suburbanos                    | Toninho Carioca          | Episódio: "Xavasca é Show"                            |
| 2017 | Me Chama de Bruna                | José Ricardo Rios (JR)   |                                                       |
| 2017 | Carcereiros                      | Baiano                   | Episódio: "Clinch"                                    |
| 2018 | Rua Augusto                      | Bruno                    |                                                       |
| 2018 | O Mecanismo                      | Vander                   |                                                       |
| 2018 | Pacto de Sangue                  | Trucco                   |                                                       |
| 2018 | Ilha de Ferro                    | Diablo                   |                                                       |
| 2020 | Onisciente                       | Vinícius Moreira         |                                                       |
| 2022 | Plantão sem Fim                  | Marco Aurélio            |                                                       |
| 2023 | Vai na Fé                        | Orfeu Caruso             |                                                       |

### Cinema
| Ano  | Filme                             | Personagem !     |
| ---- | --------------------------------- | ---------------- |
| 2002 | Cidade de Deus                    | Cabeleira        |
| 2002 | Seja o que Deus Quiser!           | Cassú            |
| 2004 | O Diabo a Quatro                  | China/João Vítor |
| 2006 | O Passageiro - Segredos de Adulto | Aluno de Teatro  |
| 2006 | Noel - Poeta da Vila              | Cartola          |
| 2007 | Cidade dos Homens                 | Madrugadão       |
| 2009 | Embarque Imediato                 | Wagner           |
| 2010 | Bróder                            | Jaiminho         |
| 2012 | Cidade de Deus - 10 Anos Depois   | Ele mesmo        |
| 2015 | Vai Que Cola - O Filme            | Carlos           |
| 2016 | Mais Forte que o Mundo            | Adolfo           |
| 2018 | Cano Serrado                      | Luca             |
| 2022 | Vale Night                        | Randerson        |
| 2024 | A Festa de Léo                    | Dudu             |

### Diretor
- 2005 - Tangerina do Vidigal

## Teatro
- 2011 - Os Altruístas.... Lance

## Prêmios e indicações
| Ano  | Associações                                | Categoria                      | Nomeações                 | Resultado |
| ---- | ------------------------------------------ | ------------------------------ | ------------------------- | --------- |
| 2002 | Festival Internacional de Cinema de Havana | Melhor Ator                    | Cidade de Deus            | Venceu    |
| 2003 | Grande Prêmio do Cinema Brasileiro         | Melhor Ator Coadjuvante        | Cidade de Deus            | Indicado  |
| 2004 | Festival de Cinema de Brasília             | Melhor Ator Coadjuvante        | O Diabo a Quatro          | Venceu    |
| 2012 | Grande Prêmio do Cinema Brasileiro         | Melhor Ator Coadjuvante        | Bróder                    | Indicado  |
| 2012 | Prêmio Guarani de Cinema Brasileiro        | Melhor Ator Coadjuvante        | Bróder                    | Indicado  |
| 2015 | Meus Prêmios Nick                          | Revelação Musical              | Melanina Carioca          | Indicado  |
| 2016 | Prêmio da Música Brasileira                | Melhor Grupo de Canção Popular | Vivendo de Amor – Ao Vivo | Indicado  |
| 2023 | Festival Sesc Melhores Filmes              | Melhor Ator Nacional           | Cano Serrado              | Indicado  |